# بيل كومبز
بيل كومبز (بالإنجليزية: Bill Combs)‏ هو مصارع رياضي أمريكي، ولد في 22 أغسطس 1918، وتوفي في 19 فبراير 1945.